# Charles Rampelberg
Charles Rampelberg (n. 11 octombrie 1909, Tourcoing, Nord-Pas-de-Calais, Franța – d. 18 martie 1982, Perthes⁠(d), Île-de-France, Franța) a fost un ciclist de performanță francez, medaliat olimpic. A participat la o ediție a Jocurilor Olimpice (1932) în care a câștigat o medalie de bronz.

## Participări
Lista de mai jos prezintă principalele competiții la care a participat Charles Rampelberg de-a lungul carierei.
- cycling at the 1932 Summer Olympics – men's 1000 m time trial[*]